# Murtosa (treinador de futebol)
Flávio Cunha Teixeira (Pelotas, 14 de janeiro de 1951), conhecido como Murtosa, é um treinador e ex-futebolista brasileiro. Ficou conhecido por ser auxiliar técnico de Luis Felipe Scolari, com quem trabalhou por muitos anos. Atualmente encontra-se aposentado.
O apelido "Murtosa" deriva do tio, o ponta-direita Darcy Lopes da Cunha, o maior artilheiro da história do Brasil de Pelotas, com 224 gols, em razão de seus pais serem oriundos de Murtosa, município do Distrito de Aveiro, em Portugal.

## Carreira

### Como atleta
Aos 16 anos, profissionalizou-se pelo Esporte Clube Pelotas, permanecendo até 1975, deixando o clube no mesmo ano para ser atleta do Maranhão Atlético Clube. Logo depois retornou ao clube gaúcho, mas uma lesão no joelho o fez aposentar-se aos 26 anos.

### Como treinador
Após aposentar-se dos campos, cursou a faculdade de educação física da Universidade Federal de Pelotas. Em 1982, estreou na função pelo Grêmio Atlético Farroupilha, obtendo campanha de destaque. Retornaria a ocupar o cargo de técnico apenas em 1997, pelo Esporte Clube Juventude, mas por pouco tempo. No ano 2000, substituiu Luiz Felipe Scolari na Sociedade Esportiva Palmeiras, sendo o treinador da equipe campeã da Copa dos Campeões de 2000. Em 2002, retornaria ao clube paulistano após a Copa do Mundo FIFA de 2002, mas pediu demissão após pouco mais de duas semanas no cargo, em vista aos maus resultados.

## Títulos

### Como treinador
Palmeiras
- Copa dos Campeões: 2000